# Metra
Metra es una división de tren de cercanías de la Autoridad Regional de Transporte. El sistema abastece Chicago y el área metropolitana a través de 240 estaciones en 11 líneas diferentes. Durante todo el siglo XXI, Metra ha sido el segundo sistema ferroviario de cercanías más activo en los Estados Unidos. Experimentando un crecimiento promedio anual de 1,6% en el número de pasajeros, Metra obtuvo 81,4 millones de viajeros en 2010.
Utilizando la desarrollada infraestructura ferroviaria de Chicago, fundada en el siglo XIX, la Asamblea General de Illinois fundó la RTA y más tarde a Metra para brindarle un servicio ferroviario a los viajeros. La creación de Metra fue debido al constante fracaso de otras compañías ferroviarias en proveer un servicio suburbano y de mercancías en la década de 1970. Las compañías de transporte por ferrocarril todavía operan algunas rutas, sin embargo, estas operaciones se rigen por contratos de acuerdos de servicio. Metra es dueña de todo su material rodante y es responsable de todas las estaciones a lo largo de los municipios respectivos. Desde su inicio: Metra ha invertido más de $5 mil millones en el sistema ferroviario de cercanías del área metropolitana de Chicago.
Alexander D. Clifford es el actual presidente de Metra.

## Estaciones
Metra provee servicio a pasajeros con estaciones en toda el área metropolitana de Chicago. Cada estación, a menos que sea una terminal de ruta o ramal, proporciona viajes hacia (entrante) y lejos (de salida) del centro de Chicago. Por lo tanto un pasajero se puede conectar entre la ciudad y los suburbios o entre dos puntos en los suburbios usando el servicio de Metra. Aunque el sistema de trenes de cercanías Metra está diseñado para conectar puntos en toda el área metropolitana de Chicago, Metra ofrece algunas conexiones internas dentro de Chicago.

## Rutas
De las 11 rutas de Metra, cuatro operan bajo contrato. El servicio de la Línea BNSF es operado por BNSF Railway. Las líneas Union Pacific/North, Union Pacific/Northwest y Union Pacific/West son operadas por Union Pacific Railroad. Las líneas que no están bajo contrato son operadas por la Northeast Illinois Regional Commuter Rail Corporation' (NIRC), subsidiaria operativa de Metra.
█ Línea Ferroviaria BNSF
La línea Ferroviaria BNSF, es la ruta más ocupada de Metra. Las 37.5 millas (60 km) que tiene esta línea a lo largo de Chicago y sus suburbios occidentales, abastecen alrededor de of 64,600 viajes de pasajeros al día en 2010. La línea tiene 26 estaciones, terminando en el centro de Chicago y Union Station y extendiéndose hasta la estación Aurora.
La estación Hollywood está a poca distancia del Brookfield Zoo.
█ Corredor Heritage
El Corredor Heritage es una ruta de 37,2 millas (60 km) que sirve a Chicago y sus suburbios del sudoeste. La línea tiene 6 estaciones, terminando en el centro de la ciudad en Union Station y se extiende a Joliet. El promedio de viajes de pasajero cada día en 2010 fue de 2.600.

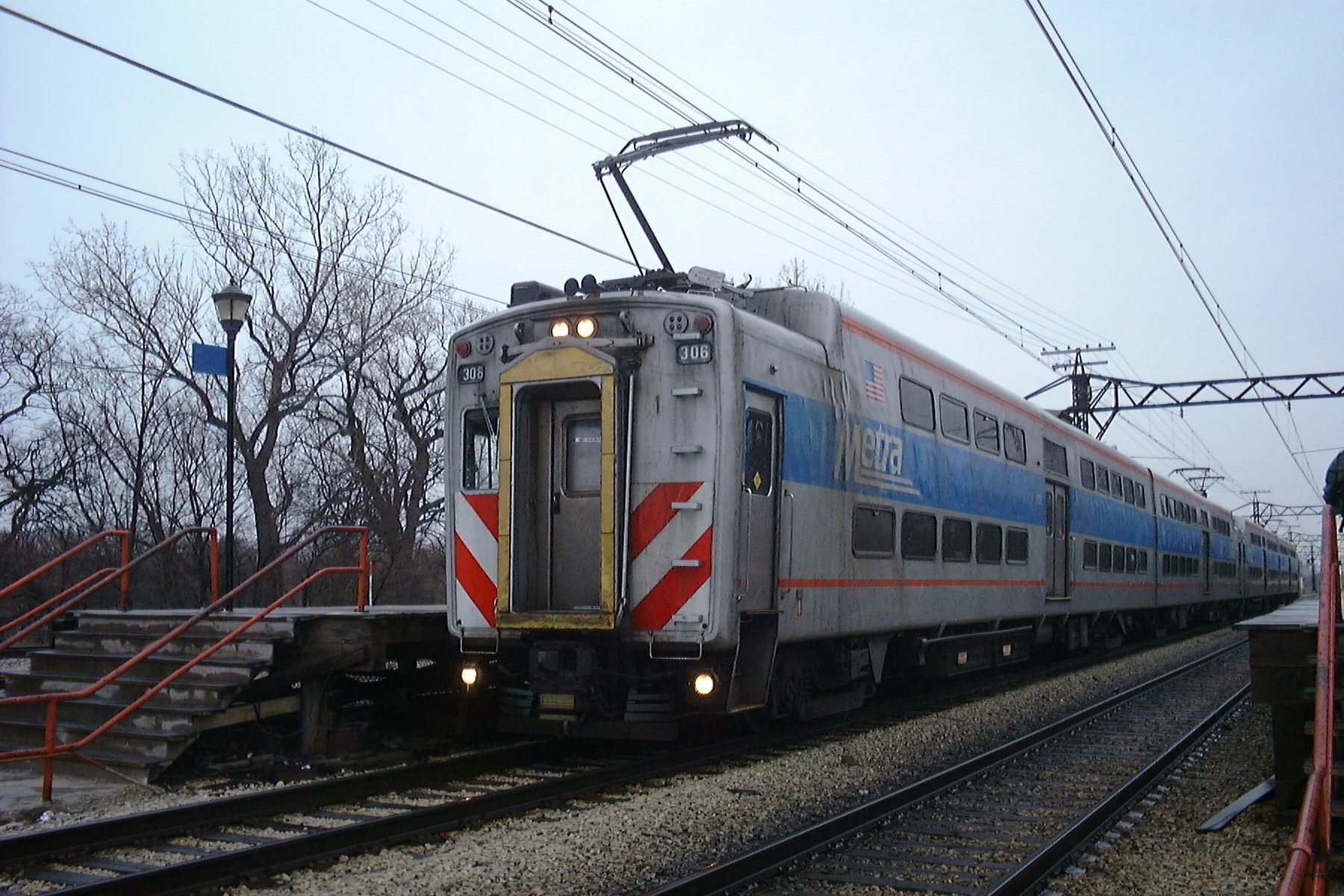
Un tren eléctrico Bilevel en la Estación de la Calle 59.

█ Metra Electric District
El Metra Electric District es una ruta de 40.6 millas (65 km) que sirve a Chicago y sus suburbios del sur. La línea tiene 49 estaciones y dos ramales, terminando en el centro de la ciudad en la estación Millennium y se extiende hasta University Park, Blue Island y South Chicago al terminar en sus ramales. La línea sirve a un aproximado de 36,200 pasajeros cada día en 2010.
█ Línea Milwaukee District/North:
Milwaukee District North es una ruta de 49.5 millas (80 km) que sirve Chicago y sus suburbios del norte. La línea sirve 22 estaciones, terminando en el centro en la estación Union Station y se extiende a Fox Lake. La línea sirvió en promedio 23.500 viajes de pasajeros cada día laborable en 2010.
█ Línea Milwaukee District/West
Milwaukee District West es una ruta de 39,8 millas (64 km) que sirve Chicago y sus suburbios del oeste. La línea sirve 22 estaciones, terminando en el centro en la estación Union Station y se extiende a Big Timber Road. Durante el servicio menos transitado la línea termina en la estación Elgin. La línea sirvió en promedio 22.300 viajes de pasajeros todos los días laborables en el año 2010.
█ North Central Service
North Central Service es una ruta de 52,8 millas (85 km) que sirve de Chicago, sus suburbios del norte y noroeste con trenes que circulan de lunes a viernes solamente. La línea sirve a 18 estaciones, terminando en el centro en la estación Union Station y se extiende a Antioquía. La línea sirvió en promedio 5.400 viajes de pasajeros todos los días laborables en el año 2010.
La estación O'Hare Transfer provee una conexión al Aeropuerto Internacional O'Hare y está a poca distancia del Allstate Arena.
█ Rock Island District
El Rock Island District es una ruta de 46.8 millas (75 km) que sirve Chicago y sus suburbios del sudoeste y el sur. La línea sirve 26 estaciones en dos ramales, terminando en el centro de la ciudad en la Estación de la Calle LaSalle y se extiende hasta Joliet. La línea sirvió en promedio 30.500 viajes de pasajeros todos los días laborables en el año 2010.
La estación de la Calle 35 provee servicio al Instituto Tecnológico de Illinois y al U.S. Cellular Field, sede de los Medias Blancas de Chicago.
█ SouthWest Service
SouthWest es una ruta de 40.8 millas (66 km) que sirve Chicago y sus suburbios del sudoeste. La línea cuenta con 13 estaciones, terminando en el centro en la estación Union Station y se extiende a Manhattan. La línea sirvió en promedio 9.500 viajes de pasajeros todos los días laborables en el año 2010.
█ Línea Union Pacific/North:
Union Pacific North es una ruta de 51.6 millas (83 km) que sirve Chicago y sus suburbios del norte. La línea presta servicios en 27 estaciones, terminando en centro de la ciudad en Ogilvie Transportation Center.La línea Union Pacifici/North ofrece servicio de Metra a Wisconsin a través de la estación de Metra Kenosha en su extremo exterior. La línea sirvió en promedio 36.400 viajes de pasajeros todos los días laborables en el año 2010.
La línea Union Pacific North también provee servicio a la Universidad Northwestern vía la estación de la Calle Evanston Davis, Ravinia Festival vía la estación Ravinia Park, y el Chicago Botanic Garden vía la estación Braeside.
█ Línea Union Pacific/Northwest
La ruta más larga de Metra, Union Pacific Northwestes una ruta de 70,5 millas (113 km) que sirve Chicago y sus suburbios del noroeste. La línea sirve a 23 estaciones, terminando en centro de la ciudad en Ogilvie Transportation Center y se extiende a Harvard y McHenry. La línea sirvió en promedio 40.900 viajes de pasajeros todos los días laborables en el año 2010.
Union Pacific Northwest ofrece servicio a Arlington Park a través de la estación de Arlington Park.
█ Línea Union Pacific/West
Union Pacific West es una ruta de 43.6 millas (70 km) que sirve Chicago y sus suburbios del oeste. La línea sirve 19 estaciones, terminando en centro de la ciudad en Ogilvie Transportation Center y se extiende a Elburn. La línea sirvió en promedio 29.400 viajes de pasajeros todos los días laborables en el año 2010.

## Further reading
- «Leaders Agree to Push for Metra». Milwaukee Journal-Sentinel Online, 22 December 2004. Archivado desde el original el 7 de enero de 2005. Consultado el 20 de enero de 2005.
- «Village board seeks Metra extension». McHenry Online. Archivado desde el original el 26 de febrero de 2005. Consultado el 20 de enero de 2005.
- «Metra: Driven by its history, A modern Chicago railroad carries its past with it». Trains Magazine, July 2003, by J. David Ingles. Archivado desde el original el 18 de febrero de 2007. Consultado el 24 de septiembre de 2006.
- «The CTA's "Doomsday Budget"-and what it means to Metra riders». On the Bi-Level, May 2005 Special Edition. Archivado desde el original el 27 de mayo de 2005. Consultado el 8 de junio de 2005.
- J. David Ingles, Metra: "Best Commuter Train", Trains July 1993